# Brushstrokes
Brushstrokes (Beispiele)
- Red and White Brushstroke, 1965[1]
- Red Painting (Brushstroke), 1965[1]
- Yellow Brushstroke II, 1965[1]
- Brushstroke with Splatter, 1966[1]
- Yellow and Green Brushstrokes, 1966[1]

Als Brushstrokes (deutsch „Pinselstriche“) wird eine Serie von Gemälden und Skulpturen des amerikanischen Pop-Art-Künstlers Roy Lichtenstein aus den Jahren 1965 bis 1968 bezeichnet. Die Serie besteht aus großformatig gemalten, monochromen Pinselstrichen mit schwarzen Einfassungs- und Riefenlinien auf punktierten Hintergründen.

## Beschreibung

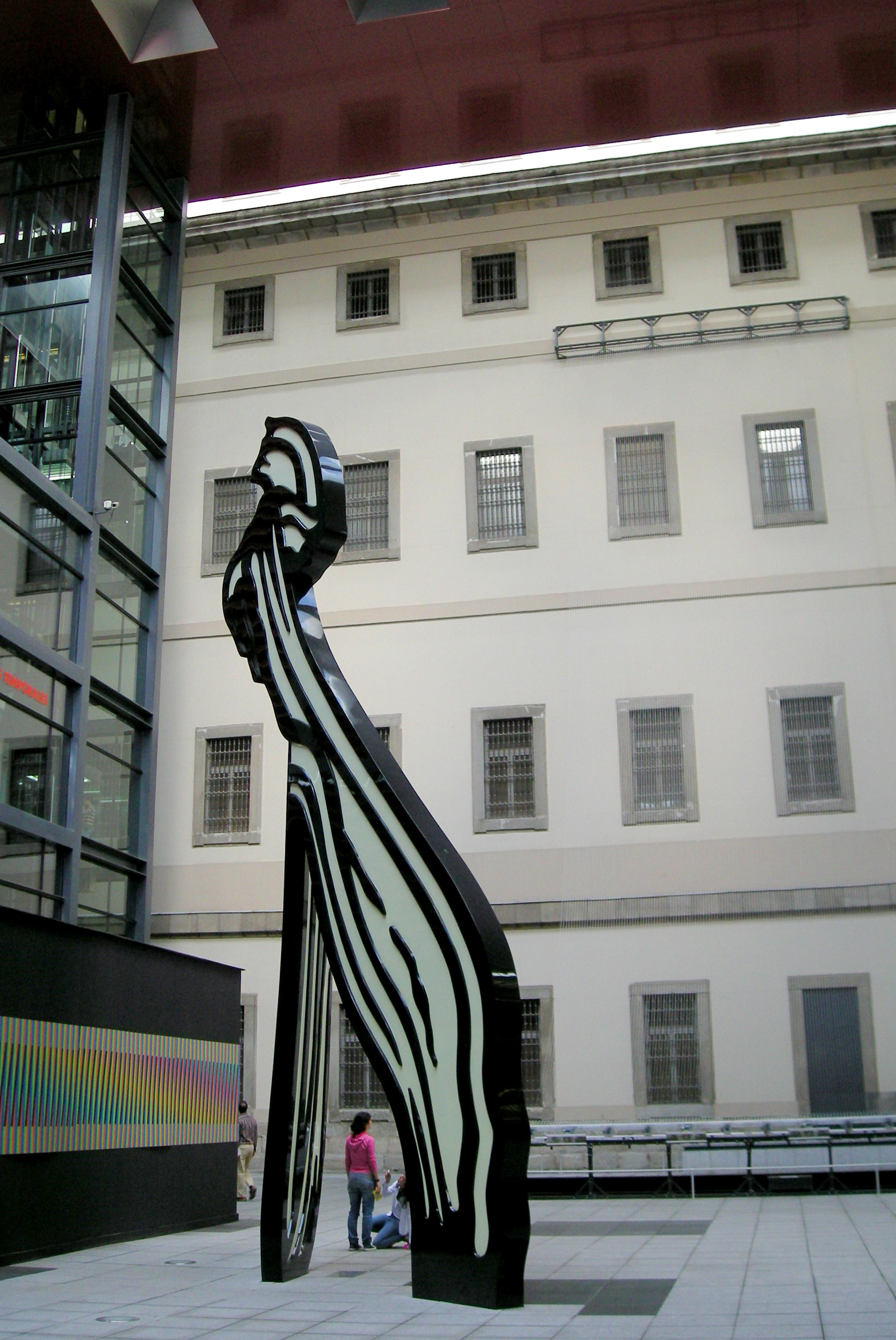
Skulptur, „Brushstroke“, 1996

Bei den Brushstroke-Darstellungen handelt es jeweils um Bilder, auf denen einzelne oder sich teilweise überlagernde Pinselstriche sowie teilweise ebenfalls dargestellte Farbspritzer im für Lichtenstein typischen Comic-Stil gemalt werden. Er wählte dabei klare leuchtende Farben wie gelb, grün, rot, blau oder auch weiß, mit denen er monochrom die gemalten Pinselstrichen ausfüllte.
Die auf diese Weise entstandenen, scheinbar spontanen Pinselstriche sind durch schwarze Konturlinien eingefasst und auch die einzelnen Haarlinien des Pinsels werden durch schwarze Linien dargestellt. Den Hintergrund bilden gleichmäßige Flächen aus blauen oder roten Benday Dots, vor denen sich die Brushstrokes abheben.

## Entstehung
Die ersten Ideen zur Gestaltung von Bildern, in deren Zentrum isolierte Pinselstriche stehen sollten, kamen Lichtenstein bereits zu Beginn der 1960er Jahre durch ein Comicbild eines verrückten Professors, der in der Geschichte das Bild eines ihn verfolgenden Bösewichts mit einem Farbkreuz ausstrich. Verstärkt wurde die Idee durch seine Beschäftigung mit dem abstrakten Expressionismus, als er seine Versionen von Bildern Pablo Picassos und Piet Mondrians malte.
Realisieren konnte er die Pinselstriche, indem er mit einem Pinsel die Vorbilder auf einen Film aus Celluloseacetat auftrug, die er dann auf die Leinwand projizierte und so nachzeichnen und ausmalen konnte.

## Deutung
Durch die Pinselstriche sollte eine scheinbare Spontaneität der Bilder dargestellt und zugleich karikiert werden. Durch die abgemalten Pinselstriche sind diese in ihrer Spontaneität erstarrt und damit nur noch zu Abbildern derselben geworden. Lichtenstein spielt damit auf die überbetonte Rolle des einzelnen Pinselstrichs an, die in Werken von Expressionisten wie Jackson Pollock oder Willem de Kooning im Vordergrund stand.
Er isolierte den Pinselstrich, vergrößerte und vergröberte ihn zugleich und gab das Ergebnis in der Form eines Comics wieder. Dadurch stellt er das Symbol für die Individualität jedes einzelnen Kunstwerks, das von den Vertretern des Expressionismus genutzt wird, als ein Element im Sinnbild der kommerziellen Massenproduktion dar. Er verwischt damit den Unterschied zwischen individuellem künstlerischen Stil und kommerziellem Massenprodukt und stellt die Frage nach dem Unterschied zwischen einem immer wiederkehrenden Erkennungszeichen eines Künstlers und einem Standardsymbol industrieller Produktion.

## Belege
1. 1 2 3 4 5  Roy Lichtenstein Foundation, Image Duplicator